# Ptychoptera lenta
Ptychoptera lenta är en tvåvingeart som först beskrevs av Harris 1776.  Ptychoptera lenta ingår i släktet Ptychoptera och familjen glansmyggor. Inga underarter finns listade i Catalogue of Life.